# Française (film)
Pour plus de détails, voir Fiche technique et Distribution.
Française est une drame franco-marocain réalisée par Souad El-Bouhati, sortie en 2008.

## Synopsis
À dix ans, Sofia est une jeune fille d'origine marocaine qui passe une enfance épanouie en Picardie dans une cité d'Amiens, mais son père qui vit mal sa condition décide de revenir au Maroc. Sofia quitte le pays en pleine nuit. Au Maroc, elle poursuit de brillantes études secondaires et aide son père dans les travaux agricoles, mais elle ne rêve que d'aller étudier en France alors que sa famille souhaite la marier.

## Fiche technique
- Titre : Française
- Réalisation : Souad El-Bouhati
- Scénario : Souad El-Bouhati
- Musique : Patrice Gomis
- Photographie : Florian Bouchet et Olivier Chambon
- Montage : Josiane Zardoya
- Production : Jean-David Lefebvre
- Société de production : 2M, France 2 Cinéma, Irène Productions et Jem Productions
- Société de distribution : ARP Sélection (France)
- Pays :  France et  Maroc
- Genre : drame
- Durée : 84 minutes
- Dates de sortie : 
  -  France : 28 mai 2008

## Distribution
- Hafsia Herzi : Sofia
- Farida Khelfa : la mère
- Maher Kamoun : le père
- Amal Ayouch : Madame Laktani
- Aymen Saïdi : Rachid
- Sihame Sani : Fouzia
- Alexandra Martinez : Sofia enfant
- Ikrame Akaarour : Fouzia enfant
- Karim Debray : Rachid enfant
- Léa Fontana : Elodie
- Caroline Sevin : la maîtresse d'école
- Narjisse Dubois : Touria
- Salim Gharbi : Amar
- Delphine Zingg : Evelyne
- Raouya : la tante
- Mohcine Nadifi : Kamel

## Distinctions
- 2006 : le film Française a reçu l'aide à la création de la Fondation Gan pour le cinéma [1].